# Niedokrwistość Blackfana-Diamonda
Niedokrwistość Blackfana-Diamonda (wrodzona niedokrwistość hipoplastyczna, ang. Diamond-Blackfan anemia) – postać genetycznie uwarunkowanej niedokrwistości aplastycznej, o dziedziczeniu autosomalnym dominującym.

## Historia
Chorobę jako pierwsi opisali wspólnie amerykańscy pediatrzy Kenneth Daniel Blackfan i Louis Klein Diamond w 1938 roku. Poza nimi, pierwsze opisy choroby przedstawili Kaznelson w 1922 i Josephs w 1936.

## Etiologia
W około 25% przypadków udaje się stwierdzić genetyczne podłoże choroby, którym jest najczęściej mutacja w locus genu kodującego białko rybosomalne S19 na chromosomie 19.

## Objawy i przebieg
Choroba objawia się zazwyczaj w okresie noworodkowym lub wczesnoniemowlęcym jako głęboka normochromiczna niedokrwistość ze znacznego stopnia retikulocytopenią i normocelularnym szpikiem z wybiórczym brakiem komórek prekursorowych erytrocytów. W badaniach laboratoryjnych wartość hemoglobiny jest obniżona, liczba leukocytów i płytek krwi jest w normie, a wartości MCV i HbF są podwyższone.
Chorobie mogą towarzyszyć różne wady wrodzone, dysfunkcja narządów wydzielania wewnętrznego, zaburzenia rozwoju kośćca. Choroba predysponuje do nowotworów, w tym układu krwiotwórczego (ostra białaczka szpikowa),
Wady wrodzone w przebiegu choroby:
- hiperteloryzm
- zez
- wytrzeszcz
- rozszczep wargi i podniebienia

## Leczenie
Leczenie polega na podawaniu glikokortykosterydów, przetaczaniu koncentratu krwinek czerwonych, immunosupresji i przeszczepieniu krwiotwórczych komórek macierzystych.